# On va s'gêner
On va s’gêner ! était une émission de radio diffusée quotidiennement sur Europe 1, en fin d'après-midi, du 30 août 1999 au 27 juin 2014 et dirigée par Laurent Ruquier, accompagné d’une équipe tournante de chroniqueurs.
Auparavant d'une durée d'une heure trente, l'émission s'est allongée pour durer deux heures (de septembre 2006 à la saison 2008-2009). À partir de la saison 2009-2010, l'émission s'est allongée encore d'une demi-heure. Elle était pré-enregistrée du lundi au vendredi de 9 h 30 à 12 h hormis quelques diffusions en direct.
L'émission était diffusée aussi en Belgique, sur la radio Twizz, avant d'être déprogrammée en 2012.
L'émission s'est arrêtée quand Laurent Ruquier a rejoint RTL pour remplacer Philippe Bouvard à la présentation des Grosses Têtes. Elle a été remplacée par Les Pieds dans le Plat de Cyril Hanouna, qui était diffusée auparavant le matin.

## Historique

### Première formule
L'émission arrive sur les ondes d'Europe 1 le lundi 30 août 1999. Laurent Ruquier se donne pour mission de commenter l'actualité entouré de différents chroniqueurs. Pour la première, Valérie Mairesse, Gérard Miller, Philippe Geluck, Jean-Claude Carrière et Jean-Marie Bigard entourent l'animateur. L'émission devait à l'origine s’appeler Ça l'fait. Mais le nom ayant déjà été déposé par Arthur, Laurent Ruquier a dû trouver un autre nom : On va s'gêner. Le mercredi est à l'origine consacré à l'actualité culturelle. Laurent Ruquier retrouve certains de ses camarades côtoyés dans Rien à cirer qu'il animait de 1991 à 1996 sur France Inter, tels Christophe Alévêque ou Jacques Ramade. Il leur adjoint les services d'intellectuels qui se révèleront d'efficaces humoristes : Philippe Tesson, Isabelle Alonso, Pierre Bénichou, ou encore Claude Sarraute rejoignent l'équipe au début des années 2000. En parallèle, certains chroniqueurs de l'émission sont embauchés pour participer à l'émission télévisée phare que Laurent Ruquier animera de 2000 à 2007 sur France 2, On a tout essayé.
En 2002, Jérôme Bellay, président d'Europe 1, accuse On a tout essayé de cannibaliser l'audience de On va s’gêner.
Le rendez-vous quotidien rue François Ier reste néanmoins incontournable pour les membres de la bande qui, autour des commentaires sur l'actualité, n'hésitent pas à raconter leurs déboires, leur quotidien et à donner leur avis sur les différents livres, films ou disques à la mode.
L'âge d'or du show, selon Laurent Ruquier lui-même, est atteint en 2001 lorsque pendant plusieurs mois se sont croisés Jean Yanne et Jacques Martin, anciens pensionnaires des Grosses Têtes RTL, l'émission concurrente qui reste la plus forte audience de la radio en France. Au fil des années, les audiences d'On va s'gêner augmentent, mais restent inférieures à celle des Grosses Têtes,. En 2000, et alors qu'il avait été remplacé par Christophe Dechavanne, l'icône historique des Grosses Têtes Philippe Bouvard participe lui-même quelques semaines en tant que chroniqueur à l'émission de Ruquier avant de retrouver son fauteuil rue Bayard.
Dès le 15 février 2002, et durant quelque temps, les best-of du vendredi sont remplacés par des émissions inédites présentées pour l'occasion par certains chroniqueurs.
En juin 2004, l'émission a failli s'arrêter, Laurent Ruquier refusant de se "fonctionnariser" et souhaitant se concentrer sur ses activités d'écriture pour le théâtre et pour un nouveau one-man-show qui ne verra finalement jamais le jour. L'animateur se rétractera et l'émission est ainsi reconduite sur la grille d'Europe 1 à la rentrée suivante.
Ruquier attache, depuis les premières heures de l'émission, une importance primordiale aux jeunes humoristes qu'il tente de lancer en les invitant autour de la table : Franck Dubosc, Jean-Luc Lemoine, Mustapha El Atrassi ou Mamane croisent, à leurs débuts, dans le même studio des humoristes confirmés comme Jean-François Dérec, Isabelle Mergault, Jacques Ramade ou Jean-Marie Bigard.
La diversité des activités et des opinions politiques des différents chroniqueurs offre un savoureux mélange des cultures : ainsi, on y retrouve des humoristes (Franck Dubosc, Philippe Geluck…), des comédiens ou réalisateurs (Patrice Leconte, Isabelle Mergault, Michèle Bernier…), des sportifs (Vikash Dhorasoo…), des candidats de télé-réalité (Steevy Boulay, Ève Angeli…), des journalistes (Christine Ockrent, Philippe Tesson, Claude Sarraute…), voire des hommes politiques (Stéphane Pocrain, Roger Karoutchi…).
Le 16 décembre 2012, Laurent Ruquier déclare dans TV Magazine "courir" derrière Patrick Timsit afin que ce dernier rejoigne l'équipe, sans jamais avoir réussi à le convaincre. L'animateur évoque lors du même entretien sa sympathie pour le comédien Ary Abittan.

### Deuxième formule
Initialement programmée de 16h30 à 18h, l'émission On va s'gêner est prolongée d'un demi-heure en janvier 2007 commençant dorénavant à 16h. Le concept change également puisque les chroniqueurs ne commentent plus simplement l'actualité mais répondent à des questions que leur pose Laurent Ruquier, tirées des différents journaux du jour (Quiz Actu).
En mai 2007, il est question d'un nouvel arrêt de l'émission, Laurent Ruquier souhaitant se consacrer à ses activités à la télévision et dans l'écriture pour le théâtre. Proche de rejoindre RTL, il rempile finalement sur Europe 1 après de nombreuses discussions avec le patron de la station, Jean-Pierre Elkabbach, contentant un million d'auditeurs fidèles.
À partir de 2008, Laurent Ruquier fait le choix de recentrer son équipe autour de chroniqueurs quasi quotidiens alors que, jusque-là, la bande tournait régulièrement. Quelques chroniqueurs historiques, Jean-Bernard Hebey, Philippe Vandel, Maureen Dor, Jean-François Dérec ou encore Paul Wermus (qui n'interviendra plus qu'au téléphone), disparaissent ainsi du studio à la rentrée 2008, laissant place à une équipe rajeunie avec Jérémy Michalak, Fabrice Éboué et Titoff qui sont présents tous les jours. Plus ou moins régulièrement, les chroniqueurs historiques Pierre Bénichou, Christine Bravo, Steevy Boulay, Philippe Geluck, Claude Sarraute et Gérard Miller continuent de participer à l'émission. Les autres (Isabelle Mergault, Isabelle Alonso, Franck Dubosc, Christophe Alévêque, Jean Benguigui, Annie Lemoine…) ne participent plus qu'exceptionnellement. Sur la période 2008/2010, et hormis ceux cités plus haut, Caroline Diament, Jérôme Bonaldi, Philippe Alfonsi, Isabelle Motrot, Michèle Bernier, Arnaud Lemort, Ève Angeli, Danièle Évenou, Philippe Tesson, Vikash Dhorasoo et Charlotte de Turckheim sont les chroniqueurs les plus réguliers. 
Le trio quotidien formé par Fabrice Éboué, Titoff et Jérémy Michalak s'impose comme l'une des associations les plus efficaces de l'émission, toutes périodes confondues. Celle-ci contribue ainsi grandement à la réussite de cette nouvelle formule, marquée par une hausse conséquente de l'audience : au printemps 2009, l'émission enregistre « son meilleur niveau depuis cinq ans ».
Les nouveaux chroniqueurs comme Fabrice Eboué ont apporté un souffle nouveau au programme et un ton autrement libre et irrévérencieux que celui des Grosses Têtes, toujours programmée sur la même tranche horaire. Hormis les différentes chroniques (voir ci-dessous) et le ton particulier employé, le succès de l'émission se fonde également sur des récurrences qui offrent à l'auditeur un point de repère quotidien comme si celui-ci retrouvait une bande d'amis : le surnom de "Joujou" dont est affublé Jérémy Michalak, les références quotidiennes de Fabrice Éboué au criminel Guy Georges, le manque de ponctualité de Titoff jusque début 2010, les assoupissements (et réveils) de Pierre Bénichou, les "Virez Miller!", les critiques littéraires acerbes de Yann Moix, les chansons populaires et génériques de séries télévisées et dessins animés entonnés par Christophe Beaugrand, mais aussi les anecdotes que Claude Sarraute répète à chaque émission, ou la présence dans le public de l'émission de la fidèle auditrice Danièle.
À la rentrée 2009, l'émission est prolongée d'une demi-heure, étant alors diffusée de 16h à 18h30. Lors de la dernière demi-heure, les chroniqueurs doivent découvrir l'invité mystère en lui posant des questions (la loge d'honneur est inaugurée par l'écrivain et réalisateur Samuel Benchetrit). Cette prolongation permet à l'émission de gagner de nouveaux auditeurs.
À la rentrée 2010, l'émission change d'horaire, étant dorénavant proposée de 15 h 30 à 18h. Ce changement s'explique par le fait que Laurent Ruquier présente dorénavant une émission sur France 2 de 18 h à 19 h (On n'demande qu'à en rire). En août 2013, l'émission retrouve son créneau précédent (16 h à 18 h 30) à la suite de la déprogrammation d'On n'demande qu'à en rire.
Le 19 mars 2014, Europe 1 confirme les rumeurs selon lesquelles Laurent Ruquier quitterait la station à la fin de la saison en cours. Dès le lendemain, au micro de la matinale de RTL, le président de cette dernière Christopher Baldelli annonce que l'animateur d'On va s'gêner remplacera Philippe Bouvard à la présentation des Grosses Têtes dès septembre 2014. Lors du même entretien, Christopher Baldelli indique que la nouvelle mouture du programme phare de sa station devrait réunir d'anciens sociétaires de Philippe Bouvard et quelques chroniqueurs attachés à Laurent Ruquier. Le transfert de l'animateur est une surprise pour les auditeurs des deux émissions : celui-ci intervient alors que les audiences d'On va s'gêner sont au beau fixe, et dans un contexte où la concurrence frontale entre les deux programmes était particulièrement segmentante. Ainsi, de nombreux auditeurs de RTL font rapidement part de leur hostilité à ce changement inattendu, tandis que les fidèles d'Europe 1 restent en partie perplexes face à ce choix. Selon Le Figaro, Laurent Ruquier aurait notamment mal vécu le fait que rien ne soit organisé au sein d'Europe 1 pour célébrer les 15 ans de son émission emblématique.

## Organisation de l'émission
Les chroniqueurs réguliers ont une place attribuée autour de la table triangulaire. Pour la saison 2008 / 2009, Laurent Ruquier se situe à la base avec, à sa gauche, Fabrice Éboué et à sa droite, Titoff. À la pointe se trouvent généralement Jérémy Michalak sur la gauche et Pierre Bénichou sur la droite. Enfin, Christine Bravo prend place au centre entre Jérémy Michalak et Fabrice Éboué. En face d'elle se trouve le dernier chroniqueur présent, par exemple Claude Sarraute, Michèle Bernier ou Gérard Miller qui remplissent également les sièges des intervenants précédemment cités s'ils sont absents.
Par la suite, et alors que l'équipe tourne à nouveau régulièrement, certains chroniqueurs gardent leurs habitudes. Ainsi, Olivier de Kersauson se voit attribuer prioritairement le siège précédemment destiné à Jérémy Michalak. Lorsqu'ils sont présents, Fabrice Éboué, Titoff, Pierre Bénichou, Christine Bravo et Claude Sarraute conservent leur fauteuil attitré, les autres s'installant ensuite selon les places laissées libres. Chacun conserve toutefois des préférences lorsque ceux cités précédemment sont absents, Yann Moix privilégiant ainsi en priorité le fauteuil d'Olivier de Kersauson, Isabelle Motrot celui de Claude Sarraute ou encore Guy Carlier celui de Fabrice Éboué.
L'émission est enregistrée en public, dans le studio Merlin qui peut contenir une quarantaine de personnes environ. L'enregistrement se fait souvent le matin aux alentours de 9h30. Les inscrits sont invités à patienter devant l'entrée de la radio dans la rue François Ier avant d'être conduits dans le studio. L'organisation est prise en charge par la société My Clap TV (anciennement Clap), spécialisée dans l'accueil du public pour les émissions télévisées et radiophoniques (Le Grand Journal, On n'demande qu'à en rire, Les Grosses Têtes, Vivement Dimanche etc.).
Lors des directs, l'émission est désormais diffusée en live vidéo sur le site Internet d'Europe 1. Ce fut le cas en 2011 pour les émissions en direct du Festival de Cannes, de la Foire de Paris ou du Zénith de Lille ou pour celles enregistrées directement dans les locaux d'Europe 1. Depuis la rentrée 2012, ces directs sont transformés en tweet live, permettant ainsi aux auditeurs non seulement de la suivre sur internet comme précédemment, mais aussi de la commenter par l'intermédiaire de Twitter et de voir leurs tweets être lus en direct à l'antenne par Laurent Ruquier.

## Délocalisations ou émissions spéciales
Le 4 février 2005, à l'occasion de la 100e représentation de la pièce de théâtre Grosse Chaleur écrite par Laurent Ruquier, l'animateur invite exceptionnellement autour des chroniqueurs habituels Pierre Bénichou, Jean Benguigui (tous deux présents dans la pièce) et Gérard Hernandez, les comédiennes Annick Alane, Catherine Arditi et Brigitte Fossey.
Le 11 décembre 2008, Laurent Ruquier offrait la possibilité à ses auditeurs de composer exceptionnellement une équipe type de chroniqueurs par le biais de votes sur Internet. C'est Pierre Bénichou qui, avec plus de 400 voix, est arrivé en tête devant Fabrice Éboué, Christine Bravo, Philippe Geluck, Michèle Bernier et Jérémy Michalak. À noter que[style à revoir] Franck Dubosc participait également exceptionnellement à cette émission spéciale, ainsi que Gérard Miller qui remplaçait Michèle Bernier, indisponible ce jour-là..
Le 20 janvier 2009, l'émission est en direct depuis le festival de l'alpes d'huez.
L'émission a fêté ses dix ans d'existence le 21 octobre 2009 lors d'une soirée spéciale et gratuite de trois heures à l'Olympia et diffusée sur Europe 1 et France 4. Ont été présents l'ensemble des chroniqueurs ayant participé au programme depuis sa création. Lors d'une quotidienne diffusée lors du mois d'octobre 2009, Laurent Ruquier a admis être en froid avec Philippe Bouvard qui n'était donc pas présent à l'Olympia malgré sa participation de quelques semaines à l'émission.
Le 1er avril 2010, la station a déplacé ses animateurs de leur tranche horaire. C'est Michel Drucker qui a présenté l'émission. Laurent Ruquier était pour sa part "l'invité d'honneur" que ses chroniqueurs durent découvrir en fin d'émission.
Chaque 8 mars depuis 2007, à l'occasion de la journée internationale des femmes, les chroniqueuses sont mises à l'honneur. Ainsi, l'équipe était pour la première fois exclusivement féminine, réunissant, autour de Laurent Ruquier, Isabelle Alonso, Isabelle Motrot, Danièle Évenou, Marianne Sergent, Caroline Diament et Michèle Bernier. La tradition est, depuis, respectée chaque année. Seule entorse à la coutume en 2011 où Olivier de Kersauson était le seul homme invité, entouré ce jour-là de Christine Bravo, Claude Sarraute, Anne-Solenne Hatte, Caroline Diament et Michèle Bernier.
Depuis 2009, il arrive que l'émission soit délocalisée en province à l'occasion de journées organisées par Europe 1 dans différentes villes de France. On va s'gêner s'est ainsi déroulée exceptionnellement à Lille en février 2009, à Marseille et Lyon au printemps, et à Nantes en octobre.
En 2010, les délocalisations ont eu lieu à Strasbourg en février, Nice et Marseille en mars, Bordeaux en avril, à Lyon le 2 septembre, à Rouen le 14 octobre, à l'arsenal de Metz le 21 décembre et à Bruxelles au Théâtre national de Belgique pour célébrer le partenariat entre la station Europe 1 et l'antenne belge Twizz. En effet, l'émission était diffusée aussi en Belgique, sur la radio Twizz, avant d'être déprogrammée en 2012.
En 2011, Europe 1 renouvelle l'expérience et l'émission a eu lieu le 27 janvier aux Champs Libres de Rennes. Ainsi que le 17 mars au Corum (Montpellier) devant plus de 750 personnes ou encore le 15 juin, où la Bande à Ruquier retourne au Zénith de Lille. Durant cette émission, des chanteurs comme Ycare ou Mickaël Miro sont intervenus pour chanter en direct. Le 20 octobre 2011, l'émission est enregistrée au théâtre de la Sinne à Mulhouse et diffusée le lendemain à l'antenne.
Les 6 et 7 décembre 2012, l'émission est délocalisée à Lyon à l'occasion de la Fête des Lumières. Il s'agit, au passage, du premier déplacement effectué par Olivier de Kersauson. Le 31 janvier 2013, Laurent Ruquier et sa bande se rendent pour la première fois à Angoulême pour assister au Festival international de la bande dessinée.
Le 27 septembre 2013, Laurent Ruquier et ses chroniqueurs célèbrent les cinquante ans des hypermarchés Carrefour, partenaire commercial de la station Europe 1, en diffusant l'émission du jour depuis le magasin situé à Montesson. Une semaine plus tard, le 4 octobre, ce sont les 80 ans d'Air France qui sont fêtés par On va s'gêner : à cette occasion, Pierre Bénichou, Steevy Boulay, Christine Bravo, Christophe Dechavanne, Caroline Diament et Yann Moix embarquent à bord d'un Airbus A380 à destination de New York afin d'y enregistrer, depuis la cabine de l'avion, une émission diffusée trois jours plus tard, le 7 octobre. 
L'émission se délocalise également de manière plus régulière dans des lieux comme la Foire de Paris, au Festival international du film de comédie de l'Alpe d'Huez ou encore Festival de Cannes.
Le 15 juillet 2013 est lancé sur Europe 1 un feuilleton radiophonique créé par Gérard Miller et coécrit par Coralie Miller, sa fille, et Nicolas Terrier, le compagnon de cette dernière. Intitulé "La Malédiction des 3 Corbeaux", ce feuilleton met en scène principalement les membres de la Bande à Ruquier mais également des personnalités de la station comme Julie, Denis Olivennes, Nicolas Canteloup ou encore Jean-Marc Morandini.
Au total, 56 personnages sont mis en scène dans cette aventure policière, clin d’œil à Signé Furax crée dans les années 1950 par Pierre Dac et Francis Blanche. Des habituels chroniqueurs entourant Laurent Ruquier, seuls Mustapha El Atrassi et Yann Moix manquent à l'appel.
Elle est diffusée chaque jour à 11h20 et rediffusée à 17h50.

## Adaptation télévisuelle
À partir de février 2010, une adaptation télévisuelle, toujours présentée par Laurent Ruquier, est diffusée tous les premiers mercredis du mois sur France 4 en prime time à 20h35,. L'émission est enregistrée au studio Gabriel, et avec son équipe Laurent Ruquier dessine les grandes lignes d'un magazine imaginaire retraçant les moments forts du mois, tous thèmes confondus (faits divers, people, politique, sport, société…). Les chroniqueurs participants sont: Steevy Boulay, Titoff, Gérard Miller, Claude Sarraute, Florian Gazan, Jérôme Bonaldi, Michèle Bernier, Caroline Diament, Christine Bravo, Jérémy Michalak, Pierre Bénichou, Fabrice Éboué, Gaspard Proust, Philippe Lacheau et sa bande ainsi que Michaël Gregorio. Ils commencent par définir la "une du mois" puis abordent tous les thèmes déjà cités au cours de différentes chroniques comme celle de La Bande à Fifi, "Quoi de neuf Jérôme?", une chanson de Michaël Gregorio ou encore les "scoops" de Jérémy Michalak.
Mais en novembre 2010 la direction de France Télévisions décide d'arrêter cette adaptation, pour motif qu'elle ne souhaite pas qu'un animateur soit présent sur plusieurs chaînes du groupe. La dernière émission a donc été diffusée le premier décembre 2010.

## Chroniqueurs

### Chroniqueurs récurrents
- Isabelle Alonso (présence irrégulière)
- Christophe Beaugrand (généralement présent une ou deux fois par semaine)
- Pierre Bénichou (généralement présent trois fois par semaine)
- Michèle Bernier (présence irrégulière)
- Jean-Marie Bigard (généralement une ou deux fois par semaine)
- Jérôme Bonaldi : « Quoi de neuf Jérôme? » (une fois par semaine, le mardi ou le jeudi)
- Steevy Boulay depuis 2001[28] (généralement deux fois par semaine)
- Christine Bravo (généralement deux fois par semaine)
- Guy Carlier (chaque lundi et vendredi)
- Christophe Dechavanne (généralement deux fois par semaine, les lundis ou mardis, et jeudis)
- Vincent Dedienne (présence irrégulière)
- Caroline Diament (généralement deux fois par semaine)
- Fabrice Éboué (présence irrégulière)
- Mustapha El Atrassi (généralement une fois par semaine)
- Florian Gazan : (généralement une ou deux fois par semaine)
- Olivier de Kersauson (présent pendant 2 ou 3 semaines avant de s'absenter un ou deux mois)
- Isabelle Mergault (présence irrégulière)
- Jérémy Michalak (généralement deux fois par semaine)
- Gérard Miller (généralement le jeudi)
- Yann Moix (chaque mercredi et vendredi)
- Isabelle Motrot : « Ciné, Motrot, Panpan » (présente uniquement le vendredi)
- François Renucci, réalisateur de l'émission (généralement une fois par semaine ainsi qu'en remplacement de chroniqueurs absents)
- Claude Sarraute
- Titoff (généralement deux fois par semaine)

Chroniqueurs récurrents hors plateau
- Serge Llado : « Do Ré Mi Fa Si Llado » (par téléphone)
- Monique Pantel : « Ciné, Motrot, Panpan » (uniquement par téléphone)
- Paul Wermus : « Le Challenge Wermus » (uniquement par téléphone le lundi et mercredi généralement) Il est présent sur le plateau de manière exceptionnelle. Ce dernier est l'invité d'honneur le 20 décembre 2010.

### Chroniqueurs occasionnels
- Danièle Évenou
- Elsa Fayer
- Eric Laugérias
- Yvan Le Bolloc'h

### Anciens chroniqueurs ou chroniqueurs occasionnels
- Kev Adams (2011)
- Annick Alane (4 février 2005)
- Christophe Alévêque (1999-2012)
- Sandrine Alexi (2011)
- Philippe Alfonsi (1999-2011)
- Jean Amadou
- Sami Ameziane (2006)
- Marcel Amont (2006)
- Ève Angeli (2008-2012)
- Sophia Aram (2008)
- Catherine Arditi (4 février 2005)
- Julie Arnold (2014)
- Laurent Baffie (2010)
- Stéphane Bak (2012-2014)
- Frigide Barjot (2001-2005)
- Stéphanie Bataille (2006)
- Florence Belkacem (2013)
- Valérie Bénaïm (2010)
- Jean Benguigui (2006-2013)
- Olivier de Benoist (2010)
- Bilco (2006)
- Laurence Boccolini (2009)
- Booder (2006)
- Max Boublil (2008)
- Peggy Bouchet (2006)
- Alphonse Boudard (1999)
- Rachel Bourlier (2008)
- Pierre Bouteiller (2006)
- Philippe Bouvard (2000)
- Antoine Buéno (2006)
- Élisabeth Buffet (2011)
- Philippe Candeloro (2012)
- Virginie Caprice (2008)
- Jean-Claude Carrière (1999-2005)
- Bernard Chapuis
- Frédéric Chevit (2011)
- Christelle Chollet (2010)
- Virginie de Clausade (2006-2007)
- Péri Cochin (2001-2013)
- Jean-Pierre Coffe (2010-2011)
- Stéphane Collaro
- Jérôme Commandeur (2001)
- Laurence Côte
- Arnaud Crampon (2006)
- Jérôme Daran (2006)
- Alexandre Debanne
- Alexandre Delpérier (2013)
- Jean-François Dérec (1999-2008)
- Jean-Jacques Devaux (2007)
- Évelyne Dhéliat (2001)
- Vikash Dhorasoo (2008-2009)
- Maureen Dor (2000-2008)
- Geneviève Dormann
- Franck Dubosc
- Diane Ducret (2011)
- Chris Esquerre (2005)
- Fabrice (2012)
- Sophie Favier (2009-2011)
- Jérémy Ferrari (2011-2013)
- Karine Ferri (2011)
- Jean-Daniel Flaysakier
- Marc-Olivier Fogiel (2000)
- Brigitte Fossey (4 février 2005)
- Charlotte Gabris (2009-2010)
- Bruno Gaccio (2011)
- Sophie Garel
- Rodolphe Gaudin (2006-2007)
- Philippe Geluck (1999-2012)
- Arnaud Gidoin (2009-2012)
- Alex Goude
- Jean-Marie Gourio (2008)
- Bernard Haller (1999)
- Gwendoline Hamon (2014)
- Rona Hartner
- Anne-Solenne Hatte (2011)
- Jean-Bernard Hebey (2003-2007)
- Gérard Hernandez
- Thomas Hervé (2006-2007)
- Donel Jack'sman (2013)
- Jul (2006)
- Juliette
- Roger Karoutchi (2009)
- Audrey Katz (2006)
- Johanna Kawa (2013-2014)
- Arno Klarsfeld
- Eloïse Labro (2012)
- Philippe Lacheau dit « Fifi » (2009)
- Lynda Lacoste (2004)
- Yves Lande (2011)
- Marie Laforêt (2004)
- Jonathan Lambert (2008-2009)
- Les Lascars gays (2010)
- Régis Laspalès (6 février 2006)
- Patrice Leconte
- Thierry Lefébure
- Gaël Leforestier
- Annie Lemoine (2000-2008)
- Jean-Luc Lemoine (2001-2012)
- Virginie Lemoine
- Arnaud Lemort (2008-2010)
- Elena Lenina (2005)
- Pierre Lescure (2011)
- Élisabeth Lévy (2005-2006)
- Gérard Loussine (2002-2003)
- Lulu (2012)
- Karine Lyachenko (2008)
- Judith Magre
- Valérie Mairesse (1999-2012)
- Enora Malagré (2013)
- Mamane (2006-2008)
- Erwan Marinopoulos (2007-2008)
- Jacques Martin (1999)
- Maxime
- Maxim Martin
- Raphaël Mezrahi (2001-2008)
- Milann (2005)
- Tania de Montaigne (2006)
- Jean-Pierre Montanay (2006)
- Marlène Mourreau (2010)
- Eddy Murté (2012)
- Thomas N'Gijol (2009)
- Marie-Ange Nardi (2002)
- Christine Ockrent (2001-2007)
- Ghislaine Ottenheimer (2001-2003)
- Laurent Paganelli (2007)
- Bertrand Parent (2006)
- Manu Payet (2008)
- Nathalie Pirès
- Stéphane Pocrain
- Gaspard Proust (2009-2012)
- Jacques Ramade
- Olivier Ranson
- Kevin Razy (2012)
- Serena Reinaldi (2009)
- Yann Renoard (2012)
- Maurice Rheims (1999)
- Laurence Roman (2009)
- Anne Roumanoff (2006-2007)
- Stéphane Rousseau (2006)
- Willy Rovelli (2012)
- Gilbert Rozon
- Alain Sachs
- Adolf Storms
- Marianne Sergent (2006-2008 / 2012)
- Pierre Sled (2004-2007)
- Gyselle Soares
- Agnès Soral (2009)
- Philippe Tesson (jusque 2012)
- Damien Thévenot
- Arnaud Tsamere (2011-2013)
- Charlotte de Turckheim (2002-2007)
- Philippe Vandel (1999-2004)
- Jean-Jacques Vanier (2009)
- Vérino (2013)
- Timothée Vienne (2008)
- Jean Yanne (2000)
- Roger Zabel (2001-2007)

Les chroniqueurs marqués en gras correspondent à ceux qui ont marqué l'émission, ou ceux qui ont été présents régulièrement durant plusieurs années.

## Controverses
- En septembre 2002, Christophe Alévêque, fraîchement arrivé dans l'équipe, provoque une vive polémique en déclarant à propos de la Ministre de l’Écologie Roselyne Bachelot qu'elle "doit être excitante au lit" car lorsqu'elle "parle ou qu'elle crie, on a l'impression qu'elle jouit". Blessée par ces propos, elle reçoit rapidement les excuses de Laurent Ruquier. Mais la controverse redouble d'intensité lorsque la journaliste Christine Clerc publie dans Le Figaro un article où elle explique avoir vu Roselyne Bachelot pleurer et prête à celle-ci des paroles virulentes : "c'est comme un viol collectif, une bave de limace". Christine Clerc indique également que le Président de la République Jacques Chirac aurait conseillé à sa ministre de "faire à Laurent Ruquier quelque chose pour laquelle elle n'était pas équipée anatomiquement". La journaliste prend ainsi clairement parti pour la ministre, qualifiant l'animateur de "taliban", mettant en cause la parité que n'appliquerait pas celui-ci dans son émission et les propos sexistes qui y auraient libre cours. Christine Clerc reproche enfin à Isabelle Alonso, présidente des Chiennes de garde de ne pas avoir réagi, et ceci alors que la chroniqueuse n'était pas présente dans le studio ce jour-là[29]. Dans l'émission Touche pas à mon poste ! du 16 octobre 2012, Roselyne Bachelot admet que Laurent Ruquier "est un bon professionnel qui fait bien son boulot" mais que ça ne lui "fait pas plaisir d'aller le voir" et qu'elle n'a donc "aucune raison d'aller le voir"[30]. Néanmoins, l'ancienne ministre a été invitée dans l'émission de Laurent Ruquier On n'est pas couché diffusée sur France 2 le 25 avril 2015. Leur réconciliation est scellée en novembre 2015, lorsque l'ancienne ministre est présente aux Grosses Têtes qu'anime Laurent Ruquier depuis 2014, d'abord comme invitée à la télévision le 7 novembre puis comme chroniqueuse à la radio le 13 novembre.

- Le 5 septembre 2008, alors qu'il était invité de l'émission, l'humoriste Jean-Marie Bigard défend la thèse du complot intérieur à propos des attentats du 11 septembre 2001 : il déclare notamment que les avions utilisés le 11 septembre « volent toujours » et que le Pentagone a été frappé par un missile américain et non par un avion[31]. Ses déclarations déclenchent une polémique et une condamnation de plusieurs médias. Quelques jours plus tard, par communiqué de presse, il fait marche arrière[32]. Il n'a plus été réinvité dans l'émission pendant plusieurs mois, mais a fait son retour lors de l'anniversaire à l'Olympia et a ensuite été présent chaque semaine à partir de la rentrée 2011.

- Le 3 février 2010, Europe 1 est mise en garde par le CSA pour des propos tenus lors de l'émission du 6 octobre 2009 par Pierre Bénichou qui qualifiait les Polonais "d'antisémites"[33]. Le 29 juin 2005, le chroniqueur s'était déjà distingué pour avoir tenu des propos similaires, ce qui avait valu à la station un rappel à l'ordre du CSA, saisi par l'Ambassadeur de Pologne en France[34]. Ce dernier se verra adresser une lettre d'excuses signée par la station.